# Групповая робототехника

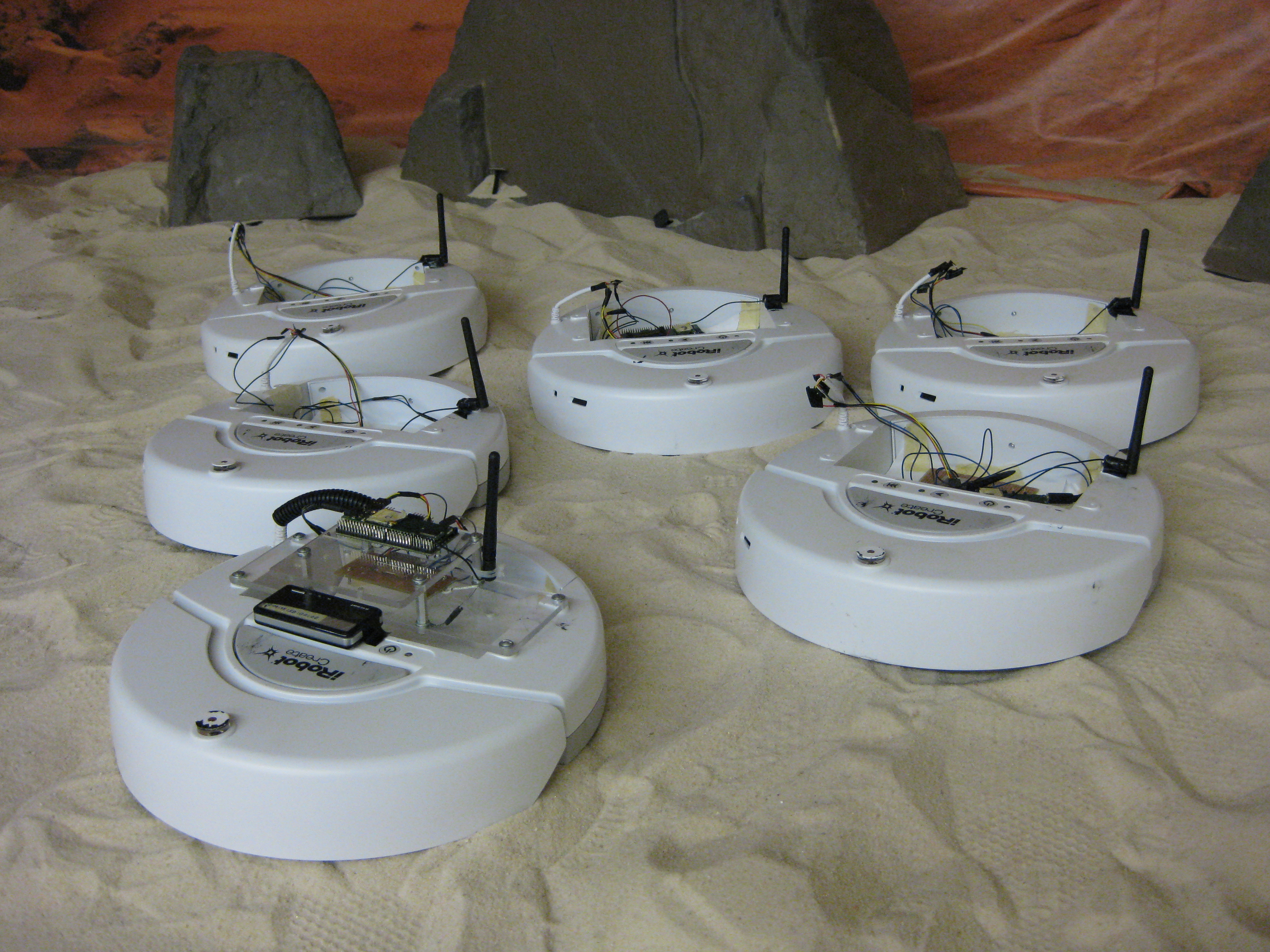
Группа роботов IRobot Create в Технологическом институте Джорджии.

Групповая робототехника представляет собой новый подход к координации систем многих роботов, которые состоят из большого числа в основном простых физических роботов. Предполагается, что желаемое коллективное поведение возникает из взаимодействия роботов между собой и их взаимодействия с окружающей средой. Такой подход относится к научному направлению искусственного роевого интеллекта, возникшему при проведении биологических исследований насекомых, в частности, муравьёв, пчёл, а также при исследовании в других областях природы, где имеет место роевое поведение.

## Определение
Исследование групповой робототехники — это изучение конструкции роботов, их внешнего вида и контроля поведения. Её появление связано (но не ограничивается) с системным эффектом поведения, наблюдаемого у социальных насекомых и называемого роевым интеллектом. Относительно простые правила индивидуального поведения могут создавать сложное организованное поведение всего роя. Ключевым моментом является взаимодействие между членами группы, которое создаёт систему постоянной обратной связи. Поведение роя включает постоянную смену участников, взаимодействующих друг с другом, а также поведение всей группы в целом.
В отличие от просто распределённых робототехнических систем, групповая робототехника подчёркивает большое количество роботов, а также предполагает масштабируемость, например, с использованием только локальной связи. Эта локальная связь может быть сделана, например, на базе беспроводных систем передачи данных в радиочастотном или инфракрасном диапазонах.
Важным инструментом для систематического изучения поведения группы является видеотрекинг, хотя имеются и другие методы отслеживания. Недавно[когда?] в лаборатории робототехники Бристоля разработали ультразвуковую систему слежения за роем для исследовательских целей. Необходимы дальнейшие исследования, чтобы найти методики, которые обеспечат достоверный прогноз поведения группы, когда заданы только свойства отдельных её членов.

## Цели и приложения
Ключевыми факторами в групповой робототехнике являются миниатюризация и стоимость. Это две главные проблемы в создании больших групп роботов, поэтому простоте каждого члена команды должно уделяться особое внимание, и оправданным является подход с использованием роевого интеллекта для достижения значимого поведения на уровне группы, а не на индивидуальном уровне.
Потенциальные приложения групповой робототехники включают задачи, которые требуют миниатюризации (нанороботов, микроботов), а также решение распределённых задач зондирования в микроэлектромеханических системах или в человеческом теле. С другой стороны, групповая робототехника может подходить для решения задач, которые требуют дешёвых изделий, например, для создания протяженных в пространстве постановщиков помех, при разминировании или фуражировке сельскохозяйственных животных. Кроме того, некоторые художники используют методы групповой робототехники для реализации новых форм интерактивного искусства.
В июне 2019 года американское Агентство перспективных оборонных исследований (DARPA) продемонстрировало работу системы Squad X, состоящей из наземных и летающих роботов-дронов, и предназначенную для разведки поля боя. дальнейшим развитием этой идеи должна стать разрабатываемая система OFFensive Swarm-Enabled Tactics (OFFSET), объединяющая 250 роботов-беспилотников, передающих информацию о требуемом участке земной поверхности.

## От централизованного интеллекта к роевому
Основа программного кода будущего, т.е. диффузный прикладной код, базируется на трёх основных принципах:
1. Взаимодействия между кодами двух объектов становится слабее, если количество объектов увеличивается. Поэтому несинхронизированные взаимодействия — это будущее программ, основанных на роевом интеллекте, и работают они параллельно друг с другом.
2. Понятие микро-компонентов тесно связано с распространением кода, которое контролируется на макроскопическом уровне.
3. Алгоритмы необходимо адаптировать к определённым проблемам, т. е. они должны найти способы, чтобы решать проблемы самостоятельно. Будущие программы будут развиваться в соответствии с задачей, которую они решают в рамках своей среды. Концепция использует мутацию приложений.[4]